# Мартинов Володимир Іванович
Мартинов Володимир Іванович (нар. 20 лютого 1946, м. Москва) — радянський і російський композитор, історик і теоретик музики.

## Життєпис
Народився 20 лютого 1946 року. в Москві в родині музикознавця І. І. Мартинова. Закінчив Московську консерваторію (1970).
Створює здебільшого релігійні твори. У 1970-х широко експериментував у галузях електронної та прогресивної рок-музики.
Автор камерних творів, музики до театральних постановок, багатьох телевізійних і кінофільмів (зокрема, режисерів Сергія Герасимова, Вадима Абдрашитова, Олександра Прошкіна, В. Прийомихова, Миколи Досталя, Павла Лунгіна, Олександра Орлова, Сергія Никоненка), серед яких — фільми українських кіностудій: «Особливо небезпечні...» (1979), «Смиренне кладовище» (1989). Написав музику до кількох мультфільмів.
В. Мартинов — один із засновників Центру розвитку і підтримки нової музики Devotio Moderna.

## Визнання
- З 2002 року в московському Культурному центрі Дом щорічно проходять фестивалі творів Володимира Мартинова
- Лауреат Державної премії Росії за 2002 рік (разом з Тетяною Грінденко)

## Фільмографія
- «Весела карусель» № 5 (1973, мультфільм)
- «Ваня Датський» (1974, мультфільм)
- «Продєєлкін в школі» (1974, мультфільм)
- «День чудовий» (1975, мультфільм)
- «Трин-трава» (1976)
- «Слово для захисту» (1976)
- «Дім, який побудував Джек» (1976, мультфільм)
- «Скринька з секретом» (1976, мультфільм)
- «Срібне копитце» (1977, мультфільм)
- «Весела карусель» № 10 (1978, мультфільм)
- «Мишеня Пік» (1978, мультфільм)
- «Пізня ягода» (1978)
- «Цілуються зорі» (1978)
- «Поворот» (1978)
- «На задній парті» (випуски 1, 2) (1978, 1980, мультфільм)
- «Премудрий піскар» (1979, мультфільм)
- «Про Йоржа Йоржовича» (1979, мультфільм)
- «Особливо небезпечні...» (1979, Одеська кіностудія)
- «Юність Петра» (1980)
- «На початку славних справ» (1980)
- «Циганське щастя» (1981)
- «Михайло Ломоносов» (1986)
- «На порозі» (1986)
- «Холодне літо п'ятдесят третього…» (1987)
- «По другому колу» (1987)
- «Не забудь озирнутися» (1988)
- «Смиренне кладовище» (1989, к/ст. ім. О. Довженка, реж. О. Ітигілов)
- «Анна Петрівна» (1989)
- «У пошуках Олуен» (1990, мультфільм)
- «Микола Вавилов» (1990)
- «Битва трьох королів» (1990)
- «Темні алеї» (1991)
- «Господи, почуй молитву мою» (1991)
- «Просіть і буде Вам» (1992)
- «На ножах» (1998, серіал)
- «Хто, якщо не ми» (1998)
- «Російський бунт» (2000)
- «Тріо» (2003)
- «Острів» (2006)
- «Заповіт Леніна» (2007, серіал)
- «Театральний роман» (2007, фільм-спектакль)
- «Доброволець» (2009, телесеріал)
- «Розкол» (2011, телесеріал) та ін.